# José María de Lacoizqueta
José María de Lacoizqueta (Narvarte, 2 de febrero de 1831 - Elvetea, 25 de diciembre de 1889), fue un religioso y botánico español.
Inició sus estudios de enseñanza media en el Instituto Provincial de Pamplona, para después ingresar en el Seminario Conciliar. En 1855 fue ordenado sacerdote. Ejerció de su ministerio, con los enfermos de cólera en Elgorriaga, a poca distancia de su pueblo natal. A los 26 años, le fue concedida la rectoría de la parroquia de Narvarte. Allí ejerció durante 31 años, hasta que se retiró enfermo al Palacio de Jarola en Elvetea (Baztán) para ser atendido por su hermana.
Cuando este sacerdote botánico llegó a su parroquia encontró para el estudio de la Naturaleza, una buena amistad con particularmente Juan R. Casaviela (1835-1897); y con Natalio Cayuela, que era catedrático del Instituto Provincial y doctor en Ciencias Naturales.
Existe una faceta poco conocida, de su obra; que es su relación epistolar con otros botánicos, como Miguel Colmeiro (1816-1901) y con Blas Lázaro e Ibiza, así como con el vascólogo Arturo Campión (1854-1937), mostrando algunos aspectos de la génesis y redacción de su Diccionario de los nombres euskaros de las plantas (Pamplona, 1888). Además, gracias a esas cartas, se sabe más de su aporte a la onomástica botánica en euskera que figura en la obra de Colmeiro.

## Algunas publicaciones

### Libros
- 1994. Diccionario de los nombres euskaros de las plantas en correspondencia con los vulgares, castellanos y franceses y científicos latinos. Ed. Gobierno de Navarra, Dto. de Presidencia. 297 pp. ISBN 84-235-1315-7

## Reconocimientos
Su labor investigadora fue reconocida en su época. En Francia fue miembro de la Sociedad Francesa de Botánica. Entró en la Sociedad Linneana de Madrid, en 1879.
A partir de 1880 formó parte de la Sociedad Española de Historia Natural, en la Sección de Botánica.